# Marcell von der Decken
Freiherr Marcell von der Decken (getauft 21. Januar 1784 in Emstek; † 1809 in Wien) war ein deutscher Domherr.

## Leben
Marcell von der Decken entstammt dem alten niedersächsischen Adelsgeschlecht von der Decken, und zwar dem auf Gut Lethe bei Emstek ansässigen katholischen Zweig. Er war ein Sohn von Adolf Freiherr von der Decken. Im Alter von 13 Jahren erhielt er am 21. März 1797 eine Präbende am Lübecker Dom, auf die Wilhelm Otto Freiherr von der Decken (* 1767, auch 1768–1847) zu seinen Gunsten verzichtet hatte. Damit wurde Marcell von der Decken als vierter Catholicus einer von vier katholischen Domherren im ansonsten lutherischen Domkapitel. 
Als das Domkapitel 1803 im Reichsdeputationshauptschluss säkularisiert wurde, behielt er, wie alle zum Zeitpunkt der Säkularisation bestehenden Kanonikate, die damit verbundenen Privilegien und Einkünfte bis zu seinem Lebensende. Er verstarb als Student in Wien.